# Bannes (Lot)
Bannes település Franciaországban, Lot megyében. Lakosainak száma 145 fő (2022. január 1.). Bannes Aynac, Leyme, Molières, Saint-Paul-de-Vern, Saint-Vincent-du-Pendit és Saint-Jean-Lagineste községekkel határos.

## Népesség
A település népességének változása:
| Lakosok száma | 234  | 196  | 203  | 144  | 124  | 121  | 135  | 141  | 144  | 145  |
|               | 1968 | 1982 | 1990 | 2006 | 2013 | 2015 | 2017 | 2019 | 2020 | 2022 |